# 네오클래시컬 메탈

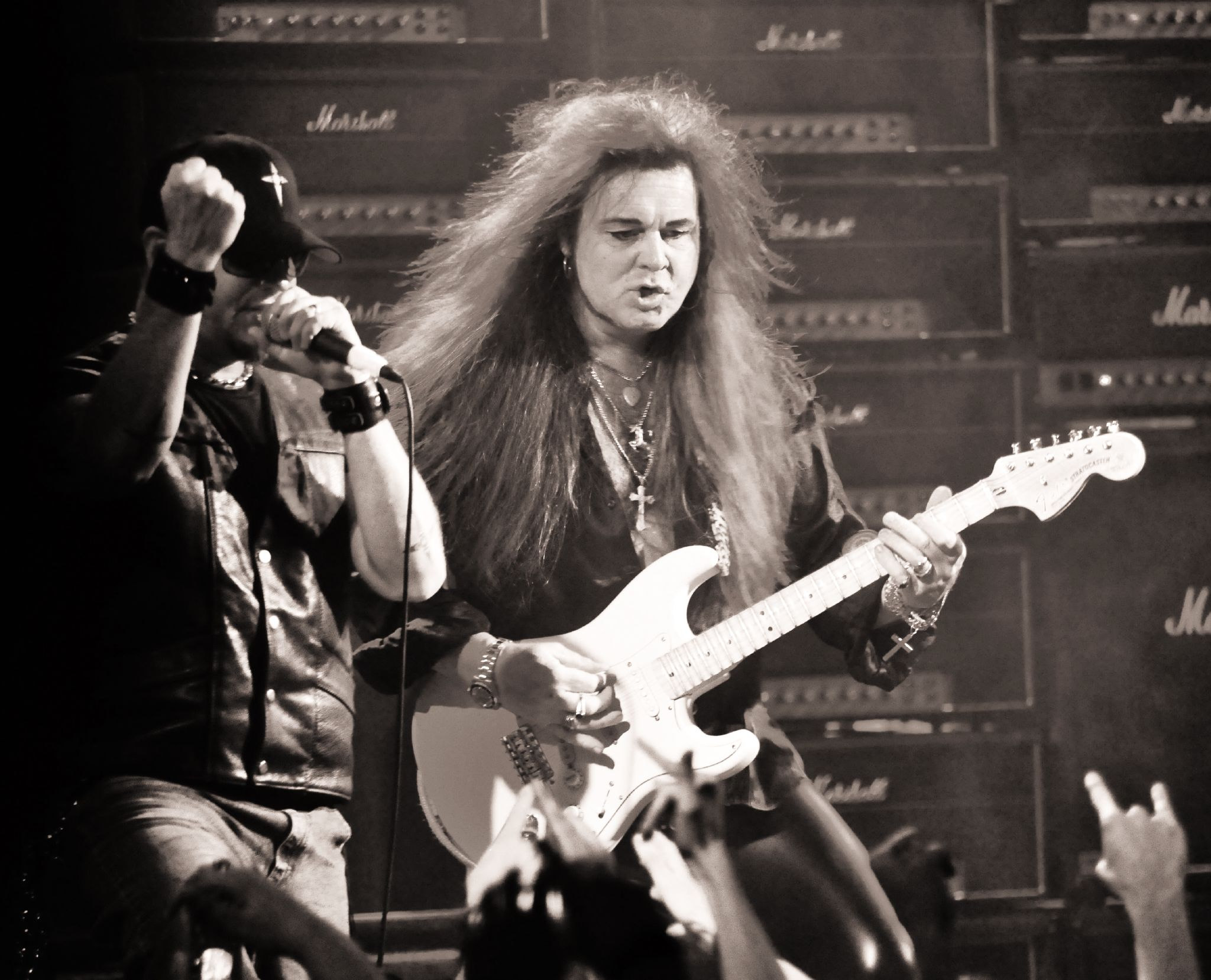

네오클래시컬 메탈(영어: Neoclassical metal)은 헤비 메탈의 장르 중 하나이며 클래식 음악과 스피드 메탈로부터 영향을 받아 굉장히 기교적인 연주가 대표적인 특징이다. 딥 퍼플의 리치 블랙모어가 클래식 멜로디와 블루스 록을 융합함으로써 이 장르의 선구자 역할을 했다고 할 수 있다. 잉베이 말름스틴이 이 장르의 가장 유명한 음악가 중 하나이며 1980년대에 네오클래시컬 메탈의 발전에 지대한 공헌을 했다고 평가된다. 다른 유명 음악가로는 랜디 로즈, 제이슨 베커, 토니 맥알파인, 비니 무어, 울리히 존 로스, 스테판 포르테, 울프 호프만, 티모 톨키 등이 있다.
네오클래시컬 메탈의 하위 장르인 심포닉 메탈은 클래식 음악보다는 오케스트라적인 특징을 좀 더 부각시킨다.